# Datta (poble)
|  | Per a altres significats, vegeu «Datta». |

Datta (en rus: Датта) és un poble del krai de Khabàrovsk, a Rússia, que el 2012 tenia 658 habitants. Pertany al districte rural de Vàninski.